# Gwynyth Walsh
Gwynyth Walsh (Winnipeg, 1956) è un'attrice canadese, nota per aver interpretato la Klingon B'Etor, una delle sorelle Duras, nel franchise di fantascienza Star Trek.

## Biografia
Gwynyth Walsh è nata a Winnipeg, nella provincia canadese di Manitoba, e cresciuta a Vancouver, nella provincia sella Columbia Britannica. Ha ottenuto la laurea in Belle arti all'Università dell'Alberta e ha iniziato la sua carriera teatrale  tra Canada e Stati Uniti apparendo in molti classici.
Per la sua interpretazione di Beatrice per la commedia teatrale di Shakespeare Molto rumore per nulla ha ottenuto il premio di migliore attrice al Drama-Logue Award. La sua prima apparizione sullo schermo è stata nel 1984 nel fim per la televisione Iolanthe, basato sull'opera comica di Gilbert e Sullivan.
Nel 1991 entra a far parte del cast di Star Trek: The Next Generation, seconda serie televisiva live-action del franchise di fantascienza Star Trek, in cui interpreta la Klingon B'Etor, sorella di Lursa, note come le sorelle Duras, acerrime nemiche della federazione e in particolare di Jean-Luc Picard. Ha ripreso il ruolo anche nel film Generazioni (1994) e nell'episodio Il terrorista (Past Prologue, 1993) della prima stagione della serie televisiva Star Trek: Deep Space Nine, dando in seguito la voce al personaggio anche nel videogioco Star Trek: The Next Generation: Klingon Honor Guard (1998). All'interno del franchise di Star Trek ha inoltre interpretato il ruolo di Nimira nell'episodio Pensiero violento (Random Thoughts, 1997), della quarta stagione della serie televisiva Star Trek: Voyager.

## Filmografia

### Televisione
- Iolanthe - film TV (1984)
- Pajama Tops - film TV (1984)
- The Gondoliers - film TV (1984)
- Adderly - serie TV, episodio 1x04 (1986)
- Hot Shots - serie TV, episodio 1x10 (1986)
- Street Legal - serie TV, episodi 2x10 e 3x10 (1987-1988)
- A Child's Christmas in Wales - film TV (1987)
- The return of Ben Casey - film TV (1988)
- Diamonds - serie TV, episodio 1x12 (1988)
- Night Heat - serie TV, episodio 4x04 (1988)
- Capitan Power e i combattenti del futuro (Capitan Power and the Soldiers of Future) - serie TV, episodio 1x18 (1988)
- T. and T. - serie TV, episodio 1x24 (1988)
- La guerra dei mondi (War of the Worlds) - serie TV, episodio 1x01 (1988)
- Il mio amico Ultraman (My Secret Identity) - serie TV, episodio 1x07 (1988)
- Starting from Scratch - serie TV, episodio 1x09 (1988)
- Venerdì 13 (Friday the 13th: The Series) - serie TV, episodio 2x09 (1989)
- Alfred Hitchcock presenta (Alfred Hitchcock presents) - serie TV, episodio 4x12 (1989)
- Ai confini della realtà (The Twilight Zone) - serie TV, episodio 3x24 (1989)
- Avvocati a Los Angeles (L:A. Laws) - serie TV, episodio 3x14 (1989)
- Alien Nation - serie TV, episodio 1x04 (1989)
- Mom P.I. - serie TV, episodio 1x09 (1990)
- It's Garry Shandling's Show - serie TV, episodio 4x07 (1990)
- Matlock - serie TV, episodi 4x23 e 8x06 (1990-1993)
- MacGyver - serie TV, episodio 6x15 (1991)
- Beyond Reality - serie TV, episodio 1x10 (1991)
- Delitto in paradiso (Passion and Paradise) - film TV (1989)
- The Challengers - film TV, regia di Eric Till (1991)
- Perry Mason: Omicidio sull'asfalto (Perry Mason: The Case of the Maligned Mobster) - film TV (1991)
- The Girl form Mars - film TV (1991)
- Mio figlio è un assassino (My Son Johnny) - film TV, regia di Peter Levin (1991)
- Sweating Bullets - serie TV, episodi 1x08 e 2x16 (1991-1992)
- Star Trek: The Next Generation - serie TV, episodi 4x26, 5x01 e 7x21 (1991-1994)
- Gli acchiappamostri (Eerie, Indiana) - serie TV, episodio 1x04 (1992)
- Il commissario Scali (The Commish) - serie TV, episodio 2x07 (1992)
- Darkness before Dawn - film TV (1993)
- Without a Kiss Goodbye - film TV (1993)
- Star Trek: Deep Space Nine - serie TV, episodio 1x03 (1993)
- L'ispettore Tibbs - serie TV, episodi 7x23 e 7x24 (1994)
- Forever Knight - serie TV, episodio 2x07 (1994)
- RoboCop - serie TV, episodio 1x21 (1994)
- Melrose Place - serie TV, episodio 3x12 (1994)
- La signora in giallo (Murder, She Wrote) - serie TV, episodio 11x10 (1994)
- Marker - serie TV, episodio 1x07 (1995)
- The Other Mother: A Moment of Truth Movie - film TV (1995)
- Shock Treatment - film TV (1995)
- The Limbic Region - film TV (1996)
- Hawaii missione speciale (One West Waikiki) - serie TV, episodi 2x02 e 2x11 (1995-1996)
- I viaggiatori (Sliders) - serie TV, episodio 2x02 (1996)
- Innocenti paure (Stand Against Fear), regia di Joseph Scanlan – film TV (1996)
- L'ultima vittima (Justice for Annie: A Moment of Truth Movie) - film TV, regia di Noel Nosseck (1996)
- High Incident - serie TV, episodio 1x02 (1996-1997)
- The Perfect Mother - film TV, regia di Peter Levin (1997)
- The Newsroom - serie TV, episodio 1x12 (1997)
- Incubo ad alta quota (Final Descent) - film TV, regia di Mike Robe (1997)
- Star Trek: Voyager - serie TV, episodio 4x10 (1997)
- Millennium - serie TV, episodio 2x19 (1998)
- Da Vinci's Inquest - serie TV, 52 episodi (1998-2002)
- Twice In a Lifetime - serie TV, episodio 1x01 (1999)
- Our Guys: Outrage at Glen Ridge - film TV, regia di Guy Ferland (1999)
- A Gift of Love: The Daniel Huffman Story - film TV (1999)
- Zenon - Ragazza stellare (Zenon: Girl of the 21st Century), regia di Kenneth Johnson – film TV (1999)
- E.R. - Medici in prima linea (ER) - serie TV, episodio 9x21 (2000)
- Strange World - serie TV, episodio 1x13 (2000)
- Tutta colpa di un angelo (Ice Angel) - film TV, regia di George Erschbamer (2000)
- In Getting Away with Murder: The JonBenét Ramsey Mystery - film TV (2000)
- NYPD - New York Police Department (NYPD Blue) - serie TV, 4 episodi (2000-2001)
- Tom Stone - serie TV, episodio 2x07 (2002)
- Stargate SG-1 - serie TV, episodio 6x10 (2002)
- Smallville  - serie TV, episodio 2x05 (2002)
- Taken - serie TV, episodio 1x10 (2002)
- Truffa a Natale (Stealing Christmas) - film TV,regia di Gregg Champion (2003)
- Jack il Ciclone (MPX: Most Xtreme Primate) - film TV (2004)
- The Collector - serie TV, episodio 2x07 (2005)
- Masters of Horror - serie TV, episodio 1x08 (2005)
- Una donna alla Casa Bianca (Commander in Chief) - serie TV, episodio 1x17 (2006)
- Flight 93 - film TV, regia di Peter Markle (2006)
- Otto Giorni per la Vita (Eight Days to Live) - film TV, regia di Norma Bailey (2006)
- Holiday Wishes - film TV (2006)
- Nightmare - film TV (2007)
- Sea Beast - film TV, regia di Paul Ziller (2008)
- Maternal Obsession (Her Only Child), regia di Douglas Jackson – film TV (2008)
- Storm Seekers - film TV, regia di George Mendeluk (2009)
- One Angry Juror - film TV (2010)
- Supernatural - serie TV, episodio 4x09 (2011)
- To the Mat - film TV (2011)
- I cavalieri di Bloodsteel (Knights of Bloodsteel) - miniserie, regia di Phillip Spink, episodi 1x01 e 1x02 (2013)
- American Horror Story - serie TV, episodio 2x11 (2013)
- R. L. Stine's The Haunting Hour - serie TV, episodio 3x18 (2013)
- The Christmas Ornament - film TV, regia di Mark Jean (2013)
- The Color of Rain - film TV (2014)
- Continuum - serie TV, episodio 3x07 (2014)
- The Lottery - serie TV, episodio 1x05 (2014)
- Finalmente insieme (Heavenly Match) - film TV (2014)
- Tra matrimoni e divorzi (For Better or for Worse) - film TV, regia di Marita Grabiak (2014)
- Il dono dell'imprevedibile (A Gift of Miracles) - film TV (2015)
- 'Tis the Season for Love - film TV (2015)
- The Whispers - serie TV, episodi 1x05 e 1x07 (2015)
- Un Natale mai raccontato (Journery back to Christmas) - film TV (2016)
- Beat Bugs - miniserie, regia di Josh Wakely, 6 episodi (2016)
- Van Helsing - serie TV, 3 episodi (2016)
- Hailey Dean Mystery: Deadly Estate - film TV, regia di Terry Ingram, Michael Robison e Allan Harmon (2017)
- Like Cats and Dogs - film TV (2017)
- Final Vision - film TV (2017)
- Il mio matrimonio preferito (My favourite wedding), regia di Mel Damski – film TV (2017)
- It's Christmas, Eve - film TV (2018)
- Homegrown Christmas - film TV (2018)
- Black Summer - serie TV, 8 episodi (2019)

### Film
- Blue Monkey, regia di William Fruet (1987)
- The Christmas Wife, regia di David Jones - non accreditata (1988)
- La bottega dell'orefice, regia di Michael Anderson (1988)
- The Portrait (1992)
- La ragazza della porta accanto (The Crush), regia di Alan Shapiro (1993)
- Star Trek: Generationi (Star Trek: Generations), regia di David Carson (1994)
- Soft Deceit (1994)
- Volo 174: caduta libera (Freefall: Flight 174) (1995)
- 2103: The Deadly Wake (1997)
- Crossing Field (1997)
- Barbie e il canto di Natale (Barbie in a Christmas Carol) - animazione, regia di William Lau (2008) - voce
- Even Lambs Have Teeth (2015)
- Chokeslam, regia di Robert Cuffley (2016)

### Video
- Flush (2004)
- The Sparkle Lite Motel (2006)
- No One Knows You Like Your Mother (2009)
- A Family of Ghosts(2017)

### Videogiochi
- Star Trek: The Next Generation: Klingon Honor Guard (1998)
- The Long Dark (2017)

## Doppiatrici italiane
Nelle versioni in italiano delle opere in cui ha recitato, Gwynyth Walsh è stata doppiata da:
- Anna Melato ne La ragazza della porta accanto,[2] Star Trek - Deep Space Nine[3]
- Franca Lumachi in Star Trek: Generazioni[4]
- Tiziana Avarista in Star Trek - The Next Generation[5]
- Fabrizia Castagnoli in Star Trek - Voyager[6]
- Laura Boccanera in Millennium[7]
- Lorenza Biella in E.R. - Medici in prima linea[8]
- Stefanella Marrama in Supernatural
- Renata Bertolas in Continuum[9]
- Ughetta D'Onorascenzo in The 100[10]
- Chiara Salerno ne L'uomo nell'alto castello[11]
- Angiola Baggi ne Le indagini di Hailey Dean - Eredità mortale[12]
- Cristina Piras in Virgin River[13]
- Daniela Abbruzzese in Black Summer[14]

Da doppiatrice è stata sostituita da:
- Irene Di Valmo in Barbie e il Canto di Natale[15]